# Chlodvík III.
Chlodvík III. (po 660? – po 676?) byl v letech 675 a 676 franským králem Austrasie z dynastie Merovejců. Jeho vláda byla tak krátká a sporná, že ho lze považovat pouze za pretendenta. Jediným zdrojem informací o jeho vládě je Passio Leudegarii, Leodegara biskupa z Autun.
Po vraždě Childericha II. v roce 675 začal mezi různými aristokratickými skupinami mocenský boj o dědictví v Austrasii a Neustrii. V Neustrii byl jednou z těchto skupin na trůn jmenován Theuderich III., který byl nejmladším synem Chlodvíka II. a královny Balthildy. Důležitou roli v tomto boji o moc sehrál autunský biskup Leodegar a bývalý majordomus Ebroin, který byl v opozici proti biskupovi. Ebroin v Austrasii jako merovejského nástupce jmenoval Chlodvíka III., s jehož pomocí chtěl legalizovat svojí ztracenou pozici majordoma. 

## Životopis
Základním zdrojem informací o Chlodvíkovi III. je Passio Leudegarii (popis mučednictví biskupa Leodegara). Po smrti Childericha II. se v Austrasii vytvořila aristokratská skupina, ke které se připojil také bývalý majordomus Ebroin. Tato skupina jmenovala králem Austrasie Chlodvíka III. o kterém prohlašovali, že je synem Chlothara III., syna Chlodvíka II. a požadovali jeho uznání i opoziční stranou. Uznání Chlodvíka požadovali i od biskupa Leodegara z Autunu a tvrdili, že jeho král Theuderich III. je neprávoplatný. Vláda Chlodvíka III. trvala přibližně od září 675 do června 676. S pomocí legitimního merovejského panovníka se chtěl Ebroin zmocnit svého ztraceného úřadu majordoma a tím získat i pravomoc k vydávání právně závazných rozkazů (praecepta) a královských předvolání, jejichž prostřednictvím chtěl naverbovat armádu. O generaci později stejného triku využil Karel Martel, když si v roce 717 úřad zlegalizoval dosazením merovejského krále Chlothara IV. Když Ebroin úřad majordoma získal, s pomocí armády se na podzim roku 675 zmocnil královské pokladnice. Jakmile získal kontrolu nad pokladnicí, stáhl svou podporu Chlodvíka III. a někdy mezi 2. dubnem a 30. červnem 676 Austrasiané na trůn dosadili Dagoberta II.
O dalším osudu Chlodvíka III. se nedochovaly žádné zdroje. Existuje několik mincí, které jsou připisovány krátké vládě Chlodvíka III. Je mezi nimi i zlatý tremissis nesoucí jméno CHLODOVIO RIX a jméno peněžníka Eborina. Ačkoli je možné, že mince byly ražené za Chlodvíka IV. 
Obvykle se předpokládá, že Chlodvík byl chlapec nedynastického původu, využitý jen v mocenském boji. Podle Margarety Weidemannový, se jednalo o nemanželského syna Chlothara III.